# 2008-as motokrossz-Benelux-nagydíj MX1
A 2008-as FIM-motokrossz-világbajnokság Benelux-nagydíjának első futamán az MX1-esek között a holland Marc de Reuver, a második futamán a belga Ken de Dycker tudott nyerni. Egyetlen magyar MX1-es versenyzőnk, Németh Kornél betegség miatt a nagydíjon nem tudott résztvenni.

## Időmérő
| Helyezés | #  | Versenyző          | Motor    | Idő      | Kül. elsőtől | Sebesség |
| -------- | -- | ------------------ | -------- | -------- | ------------ | -------- |
| 1        | 14 | Marc de Reuver     | Honda    | 1:57.145 | +0:00.000    | 53.77    |
| 2        | 9  | Ken de Dycker      | Suzuki   | 1:58.617 | +0:01.472    | 53.11    |
| 3        | 11 | Steve Ramon        | Suzuki   | 1:59.098 | +0:01.953    | 52.89    |
| 4        | 27 | Marcus Schiffer    | KTM      | 2:00.087 | +0:02.942    | 52.46    |
| 5        | 7  | Jonathan Barragan  | KTM      | 2:00.186 | +0:03.041    | 52.41    |
| 6        | 6  | Joshua Coppins     | Yamaha   | 2:00.550 | +0:03.405    | 52.26    |
| 7        | 90 | Sébastien Pourcel  | Kawasaki | 2:00.838 | +0:03.693    | 52.13    |
| 8        | 8  | Tanel Leok         | Kawasaki | 2:01.042 | +0:03.897    | 52.04    |
| 9        | 12 | Maximilian Nagl    | KTM      | 2:01.145 | +0:04.000    | 52.00    |
| 10       | 25 | Clément Desalle    | Suzuki   | 2:01.990 | +0:04.845    | 51.64    |
| 11       | 19 | David Philippaerts | Yamaha   | 2:02.293 | +0:05.148    | 51.51    |
| 12       | 32 | Manuel Priem       | Kawasaki | 2:02.727 | +0:05.582    | 51.33    |
| 13       | 23 | Alex Salvini       | Suzuki   | 2:04.359 | +0:07.214    | 50.65    |
| 14       | 10 | Cedric Melotte     | Aprilia  | 2:04.426 | +0:07.281    | 50.63    |
| 15       | 30 | Patrick Roos       | KTM      | 2:04.811 | +0:07.666    | 50.47    |

## Első futam
| Helyezés | #   | Versenyző          | Motor    | Körök | Idő       | Kül. elsőtől | Kül. előzőtől | Legjobb idő | Sebesség |
| -------- | --- | ------------------ | -------- | ----- | --------- | ------------ | ------------- | ----------- | -------- |
| 1        | 14  | Marc de Reuver     | Honda    | 17    | 40:03.592 | 0:00.000     | 0:00.000      | 2:10.098    | 44.55    |
| 2        | 7   | Jonathan Barragan  | KTM      | 17    | 40:11.617 | +0:08.025    | +0:08.025     | 2:09.984    | 44.41    |
| 3        | 19  | David Philippaerts | Yamaha   | 17    | 40:15.099 | +0:11.507    | +0:03.482     | 2:09.122    | 44.34    |
| 4        | 6   | Joshua Coppins     | Yamaha   | 17    | 40:24.162 | +0:20.570    | +0:09.063     | 2:11.922    | 44.18    |
| 5        | 12  | Maximilian Nagl    | KTM      | 17    | 40:26.365 | +0:22.773    | +0:02.203     | 2:09.437    | 44.14    |
| 6        | 8   | Tanel Leok         | Kawasaki | 17    | 40:29.524 | +0:25.932    | +0:03.159     | 2:11.642    | 44.08    |
| 7        | 11  | Steve Ramon        | Suzuki   | 17    | 40:54.347 | +0:50.755    | +0:24.823     | 2:10.162    | 43.63    |
| 8        | 9   | Ken de Dycker      | Suzuki   | 17    | 41:19.513 | +1:15.921    | +0:25.166     | 2:09.317    | 43.19    |
| 9        | 90  | Sébastien Pourcel  | Kawasaki | 17    | 41:26.641 | +1:23.049    | +0:07.128     | 2:12.079    | 43.07    |
| 10       | 27  | Marcus Schiffer    | KTM      | 17    | 41:28.968 | +1:25.376    | +0:02.327     | 2:13.579    | 43.02    |
| 11       | 25  | Clément Desalle    | Suzuki   | 17    | 41:36.831 | +1:33.239    | +0:07.863     | 2:13.278    | 42.89    |
| 12       | 32  | Manuel Priem       | Kawasaki | 17    | 41:39.257 | +1:35.665    | +0:02.426     | 2:14.032    | 42.85    |
| 13       | 111 | Aigar Leok         | Yamaha   | 17    | 41:48.823 | +1:45.231    | +0:09.566     | 2:13.964    | 42.68    |
| 14       | 30  | Patrick Roos       | KTM      | 17    | 42:04.230 | +2:00.638    | +0:15.407     | 2:16.440    | 42.42    |
| 15       | 28  | Scott Columb       | Suzuki   | 17    | 42:39.842 | +2:36.250    | +0:35.612     | 2:15.980    | 41.83    |
| 16       | 31  | William Saris      | Yamaha   | 16    | 40:07.768 | +1 kör       | +1 kör        | 2:15.550    | 41.86    |
| 17       | 10  | Cedric Melotte     | Aprilia  | 16    | 40:23.561 | +1 kör       | +0:15.793     | 2:18.324    | 41.59    |
| 18       | 36  | Luis Correira      | Suzuki   | 16    | 40:32.723 | +1 kör       | +0:09.162     | 2:18.030    | 41.43    |
| 19       | 24  | Tom Church         | Kawasaki | 16    | 41:02.325 | +1 kör       | +0:29.602     | 2:19.540    | 40.93    |
| 20       | 45  | Loic Leonce        | Yamaha   | 16    | 41:08.345 | +1 kör       | +0:06.020     | 2:17.656    | 40.83    |
| 21       | 118 | Dennis Schroeter   | KTM      | 16    | 41:59.263 | +1 kör       | +0:50.918     | 2:21.793    | 40.01    |
| 22       | 115 | Carlos Campano     | Yamaha   | 15    | 40:06.607 | +2 kör       | +1 kör        | 2:18.690    | 39.26    |
| 23       | 127 | Jan Laureyssen     | Honda    | 15    | 41:15.457 | +2 kör       | +1:08.850     | 2:17.504    | 38.17    |
| 24       | 142 | Rob van Uden       | Honda    | 15    | 42:02.122 | +2 kör       | +0:46.665     | 2:22.826    | 37.46    |
| 25       | 17  | Renet Pierre A.    | Suzuki   | 9     | 25:21.154 | +8 kör       | +6 kör        | 2:23.436    | 37.27    |
| 26       | 23  | Alex Salvini       | Suzuki   | 6     | 17:20.903 | +11 kör      | +3 kör        | 2:19.653    | 36.31    |
| 27       | 177 | Ray Rowson         | Honda    | 5     | 14:36.996 | +12 kör      | +1 kör        | 2:23.083    | 35.91    |
| 28       | 20  | Gregory Aranda     | Kawasaki | 5     | 19:15.307 | +12 kör      | +4:38.311     | 2:20.833    | 27.26    |
| 29       | 280 | Steve Seronval     | TM       | 0     | 2:28.629  | +17 kör      | +5 kör        | 00:00.000   | 0        |

## Második futam
| Helyezés | #   | Versenyző          | Motor    | Körök | Idő       | Kül. elsőtől | Kül. előzőtől | Legjobb idő | Sebesség |
| -------- | --- | ------------------ | -------- | ----- | --------- | ------------ | ------------- | ----------- | -------- |
| 1        | 9   | Ken de Dycker      | Suzuki   | 16    | 40:14.189 | 0:00.000     | 0:00.000      | 2:16.117    | 41.75    |
| 2        | 12  | Maximilian Nagl    | KTM      | 16    | 40:18.842 | +0:04.653    | +0:04.653     | 2:17.377    | 41.67    |
| 3        | 14  | Marc de Reuver     | Honda    | 16    | 40:27.819 | +0:13.630    | +0:08.977     | 2:10.912    | 41.51    |
| 4        | 25  | Clement Desalle    | Suzuki   | 16    | 40:28.922 | +0:14.733    | +0:01.103     | 2:18.543    | 41.49    |
| 5        | 19  | David Philippaerts | Yamaha   | 16    | 40:30.667 | +0:16.478    | +0:01.745     | 2:14.948    | 41.47    |
| 6        | 6   | Joshua Coppins     | Yamaha   | 16    | 40:35.604 | +0:21.415    | +0:04.937     | 2:17.796    | 41.38    |
| 7        | 27  | Marcus Schiffer    | KTM      | 16    | 40:42.889 | +0:28.700    | +0:07.285     | 2:20.010    | 41.26    |
| 8        | 11  | Steve Ramon        | Suzuki   | 16    | 40:50.944 | +0:36.755    | +0:08.055     | 2:18.306    | 41.12    |
| 9        | 32  | Manuel Priem       | Kawasaki | 16    | 40:56.348 | +0:42.159    | +0:05.404     | 2:15.081    | 41.03    |
| 10       | 111 | Aigar Leok         | Yamaha   | 16    | 41:39.000 | +1:24.811    | +0:42.652     | 2:22.114    | 40.33    |
| 11       | 31  | William Saris      | Yamaha   | 16    | 41:46.332 | +1:32.143    | +0:07.332     | 2:20.338    | 40.21    |
| 12       | 90  | Sébastien Pourcel  | Kawasaki | 16    | 41:54.058 | +1:39.869    | +0:07.726     | 2:18.019    | 40.09    |
| 13       | 7   | Jonathan Barragan  | KTM      | 16    | 42:00.867 | +1:46.678    | +0:06.809     | 2:18.725    | 39.98    |
| 14       | 10  | Cedric Melotte     | Aprilia  | 16    | 42:11.685 | +1:57.496    | +0:10.818     | 2:23.765    | 39.81    |
| 15       | 115 | Carlos Campano     | Yamaha   | 16    | 42:14.010 | +1:59.821    | +0:02.325     | 2:23.746    | 39.77    |
| 16       | 24  | Tom Church         | Kawasaki | 16    | 42:20.203 | +2:06.014    | +0:06.193     | 2:23.630    | 39.68    |
| 17       | 45  | Loic Leonce        | Yamaha   | 15    | 40:15.742 | +1 kör       | +1 kör        | 2:24.253    | 39.11    |
| 18       | 36  | Luis Correira      | Suzuki   | 15    | 40:23.468 | +1 kör       | +0:07.726     | 2:24.719    | 38.99    |
| 19       | 28  | Scott Columb       | Suzuki   | 15    | 40:46.030 | +1 kör       | +0:22.562     | 2:25.482    | 38.63    |
| 20       | 20  | Gregory Aranda     | Kawasaki | 15    | 40:52.189 | +1 kör       | +0:06.159     | 2:29.364    | 38.63    |
| 21       | 127 | Jan Laureyssen     | Honda    | 15    | 41:38.261 | +1 kör       | +0:46.072     | 2:24.626    | 37.82    |
| 22       | 118 | Dennis Schroeter   | KTM      | 15    | 41:40.477 | +1 kör       | +0:02.216     | 2:28.735    | 37.79    |
| 23       | 124 | Tom de Belder      | Honda    | 14    | 41:56.806 | +2 kör       | +1 kör        | 2:33.703    | 35.04    |
| 24       | 30  | Roos Patrick       | KTM      | 6     | 16:45.813 | +10 kör      | +8 kör        | 2:19.937    | 37.58    |
| 25       | 8   | Tanel Leok         | Kawasaki | 5     | 13:58.989 | +10 kör      | +1 kör        | 2:17.318    | 37.54    |
| 26       | 17  | Pierre A. Renet    | Suzuki   | 5     | 16:17.915 | +11 kör      | +2:18.926     | 2:29.559    | 32.21    |
| 27       | 23  | Alex Salvini       | Suzuki   | 4     | 12:45.533 | +12 kör      | +1 kör        | 2:24.049    | 32.91    |
| 28       | 280 | Steve Seronval     | TM       | 2     | 7:48.356  | +14 kör      | +2 kör        | 2:28.573    | 26.90    |
| 29       | 142 | Rob van Uden       | Honda    | 1     | 5:16.454  | +15 kör      | +1 kör        | 2:35.344    | 19.90    |
| 30       | 109 | Juss Laansoo       | Honda    | 1     | 6:15.962  | +15 kör      | +0:59.508     | 3:39.327    | 16.75    |

- A megadott sebesség értékek km/h-ban értendőek.